# Gustavo primo re di Svezia
Gustavo primo re di Svezia è un dramma per musica in tre atti del compositore Baldassare Galuppi su libretto di Carlo Goldoni, rappresentante una versione romanzata di eventi collegati a Gustavo I di Svezia.
L'opera fu rappresentata per la prima volta durante il 25 maggio 1740 al Teatro San Samuele di Venezia e fu composto in onore del marchese Giovanni Giacomo Grimaldi, patrizio genovese.
Il frontespizio originale dell'opera recita: "Dramma per musica da rappresentarsi nel teatro Grimani di San Samuele in tempo della ascensione nell'anno 1740, dedicato a sua eccellenza signor marchese Giovanni Giacomo Grimaldi, patrizio genovese. In Venezia, presso Marino Rossetti, con licenza de' superiori."

## Contesto storico
(Carlo Goldoni, dal libretto del Gustavo primo re di Svezia)

## Trama

### Antefatto
(Carlo Goldoni, dal libretto del Gustavo primo re di Svezia)

## Personaggi e interpreti
| Ruolo   | Registro vocale del primo interprete | Cast della prima, 25 maggio 1740 |
| ------- | ------------------------------------ | -------------------------------- |
| Ernesto | basso                                | Gaetano Pompeo Basteris          |
| Ergilda | soprano (incerto)                    | Maria Camatti                    |
| Learco  | soprano castrato                     | Lorenzo Girardi                  |
| Dorisbe | mezzosoprano (incerto)               | Marianna Imer                    |
| Argeno  | contralto in travesti (incerto)      | Eleonora Ferandini               |
| coro    |                                      |                                  |

## Registrazioni
La prima registrazione dell'opera fu prodotta nel 2003 con l'esecuzione dell'orchestra Capella Savaria Baroque Orchestra sotto la direzione di Fabio Pirona, cantanti:  Karoly, Gonzalez, Cecchetti.